# Park Maryjski
Park Maryjski (ukr. Маріїнський парк) – park miejski w Kijowie, założony w 1874, jeden z najstarszych parków w mieście. Znajduje się w dzielnicy Peczersk (rejon peczerski) w bezpośrednim sąsiedztwie Pałacu Maryjskiego i budynku Rady Najwyższej Ukrainy.

## Historia
Nazwa parku, podobnie jak pałacu, pochodzi od imienia Marii Aleksandrowny – żony cesarza Aleksandra II. Do połowy XIX wieku teren ten był użytkowany przez instytucje prowincjonalne. Po budowie Twierdzy Peczerskiej zabudowania zostały rozebrane, a w 1869 miejsce to oficjalnie nazwano Placem Pałacowym. W 1900 na terenie parku ustawiono żeliwną fontannę autorstwa O. Tremena, wykonaną przy użyciu technologii recyklingu złomu żelaznego i odpadów produkcji hutniczej.
Wśród zachowanych zabytków znajduje się kilka rzeźb parkowych. Poza tym znajduje się w nim wiele altanek, fontann czy alejek. Park został zaprojektowany w stylu krajobrazowym, oferując liczne strefy wypoczynkowe oraz punkty widokowe na rzekę Dniepr i Lewy Brzeg.
Obszar przed budynkiem Rady Najwyższej stanowi popularne miejsce zgromadzeń publicznych. W okresie letnim przestrzeń wokół Pałacu Maryjskiego jest chętnie wykorzystywana przez osoby jeżdżące na rolkach, longboardach oraz tańczące na świeżym powietrzu.